# Sila María Calderón
Sila María Calderón (San Juan, 23 settembre 1942) è una politica portoricana, ottava governatrice del Commonwealth di Porto Rico dal 2001 al 2005 e prima donna a ricoprire questa carica.